# ۷۲۳ (قمری)
۷۲۳ (قمری)، هفتصد و بیست و سومین سال در گاهشماری هجری قمری است. اول محرم این سال برابر با هجدهم ژانویه سال ۱۳۲۳ میلادی است.